# قائمة رؤساء الأرجنتين
هذه قائمة بقادة ورؤساء الأرجنتين.

## دليل الانتماءات
|  | اختصار        | اسم الحزب (بالعربية)                     | اسم الحزب (بالإسبانية)                              | السنوات                                               |
|  | ------------- | ---------------------------------------- | --------------------------------------------------- | ----------------------------------------------------- |
|  | موحد          | حزب الموحدين                             | Unitarios                                           | 1826–1827، 1828–1829                                  |
|  | اتحادي        | الحزب الاتحادي                           | Federales                                           | 1827–1828، 1829–1861                                  |
|  | ليبرالي       | الحزب الليبرالي                          | Partido Liberal                                     | 1862–1868                                             |
|  | —             | سياسي مستقل                              | Político independiente                              | 1868–1874                                             |
|  | وطني          | الحزب الوطني                             | Partido Nacional                                    | 1874–1880                                             |
|  | استقلالي      | حزب الاستقلال الوطني                     | Partido Autonomista Nacional                        | 1880–1910، 1914–1916                                  |
|  | استقلالي مجدد | الحزب الوطني الاستقلالي - الخط التجديدي  | Partido Autonomista Nacional - Línea Modernista     | 1910–1914                                             |
|  | أصولي         | الاتحاد المدني الراديكالي                | Unión Cívica Radical                                | 1916–1930، 1983–1989، 1999–2001                       |
|  | عسكري         | القوات المسلحة الأرجنتينية               | Fuerzas Armadas de la República Argentina           | 1930–1932، 1943–1946، 1955–1958، 1966–1973، 1976–1983 |
|  | اتفاقية       | الاتفاقية                                | Concordancia                                        | 1932–1943                                             |
|  | وطني ديمقراطي | الحزب الوطني الديمقراطي                  | Partido Demócrata Nacional                          | 1932–1938، 1942–1943                                  |
|  | مضاد شخصانية  | الاتحاد المدني الأصولي المضادي للشخصانية | Unión Cívica Radical Antipersonalista               | 1938–1942                                             |
|  | عمل           | حزب العمل                                | Partido Laborista                                   | 1946–1952                                             |
|  | أصولي تجديدي  | مجلس تجديد الاتحاد المدني الأصولي        | Unión Cívica Radical Junta Renovadora               | 1946–1952                                             |
|  | مستقل         | الحزب المستقل                            | Partido Independiente                               | 1946–1952                                             |
|  | بيروني        | الحزب البيروني                           | Partido Peronista                                   | 1952–1955                                             |
|  | متصلب         | الاتحاد المدني الأصولي المتصلب           | Unión Cívica Radical Intransigente                  | 1958–1963                                             |
|  | شعبي          | الاتحاد المدني الأصولي الشعبي            | Unión Cívica Radical del Pueblo                     | 1963–1966                                             |
|  | عدالة         | الحزب العدلي                             | Partido Justicialista                               | 1973–1976، 1989–1999، 2001–2015                       |
|  | تحريري        | جبهة العدالة التحريرية                   | Frente Justicialista de Liberación                  | 1973–1976                                             |
|  | وحدة شعبية    | جبهة العدالة للوحدة الشعبية              | Frente Justicialista de Unidad Popular              | 1989–1995                                             |
|  | وسط           | اتحاد الوسط الديمقراطي                   | Unión del Centro Democrático                        | 1995–1999                                             |
|  | تحالف         | التحالف لأجل العمل والعدل والتعليم       | Alianza para el Trabajo، la Justicia y la Educación | 1999–2001                                             |
|  | نصر           | جبهة النصر                               | Frente para la Victoria                             | 2003–2015                                             |
|  | اقتراح        | الاقتراح الجمهوري                        | Propuesta Republicana                               | 2015–2019                                             |
|  | لنغير         | لنغيِّر                                    | Cambiemos                                           | 2015–2019                                             |
|  | الجميع        | جبهة كل أحد                              | Frente de Todos                                     | 2019-الآن                                             |

## حرب التحرير

### الرؤساء العسكريون
| الصورة | الاسم (الولادة–الوفاة)        | المنصب                         | الملاحظات | المصادر |
| ------ | ----------------------------- | ------------------------------ | --- | ------- |
|        | كورنيليو سافييدرا (1759–1829) | 25 مايو 1810 – 26 أغسطس 1811   | رئيس المجلس العسكري الأول والمجلس العسكري الأكبر، في بداية حرب استقلال الأرجنتين. وقد اختلف مع ماريانو مورينو حول سياسة الحكومة. غادر الحكومة لينضم لجيش الشمال. إلا أنه يعد أول رئيس حكومة وطنية. | [ 2 ]   |
|        | دومنيغو ماتيو (1765–1831)     | 26 أغسطس 1811 – 22 سبتمبر 1811 | رئيس المجلس العسكري الأكبر منذ مغادرة سابيدرا حتى حله. | [ 3 ]   |

### الحكومات الثلاثية
| الأعضاء (الولادة–الوفاة) فترة الحكم | الأعضاء (الولادة–الوفاة) فترة الحكم | الأعضاء (الولادة–الوفاة) فترة الحكم | الأعضاء (الولادة–الوفاة) فترة الحكم     |
| ----------------------------------- | ----------------------------------- | ----------------------------------- | --------------------------------------- |
| الحكومة الثلاثية الأولى             |                                     |                                     |                                         |
|                                     |                                     |                                     |                                         |
| فيليسيانو تشيكلانا (1826-1761)      | مانويل دي ساراتيا (1774–1849)       | خوان خوسيه باسو (1758–1833)         | خوان مارتين دي بويريدون (1776–1850)     |
| 22 سبتمبر 1811 – 8 أكتوبر 1812      | 22 سبتمبر 1811 – 8 أكتوبر 1812      | 22 سبتمبر 1811 – 23 مارس 1812       | 23 مارس 1812 – 8 أكتوبر 1812            |
| —                                   | —                                   | استقال                              | كان بديلاً لباسو                         |
| الحكومة الثلاثية الثانية            |                                     |                                     |                                         |
|                                     |                                     |                                     |                                         |
| خوان خوسيه باسو (1758–1833)         | نيكولاس رودريغيز بينيا (1853-1775)  | أنطونيو ألفاريز خونتي (1820-1784)   | خيرفاسيو أنطونيو دي بوساداس (1833-1757) |
| 8 أكتوبر 1812 – 31 يناير 1814       | 8 أكتوبر 1812 – 31 يناير 1814       | 8 أكتوبر 1812 – 19 أغسطس 1813       | 19 أغسطس 1813 – 31 يناير 1814           |
| —                                   | —                                   | استقال                              | كان بديلاً لألباريز خونته                |

### الإداريون الساميون
| الصورة | الاسم (الولادة–الوفاة)                   | فترة الحكم                      | الملاحظات                                                                            | المصادر |
| ------ | ---------------------------------------- | ------------------------------- | ------------------------------------------------------------------------------------ | ------- |
|        | خيرفاسيو أنطونيو دي بوساداس (1833-1757)  | 31 يناير 1814 – 9 يناير 1815    | اختارته جمعية العام 1813.                                                            | [ 4 ]   |
|        | كارلوس ماريا دي ألفيار (1789–1852)       | 9 يناير 1815 – 18 أبريل 1815    | أجبرته حركة التمرد على الاستقالة                                                     | [ 5 ]   |
|        | خوسيه روندو (1844-1775)                  | 20 أبريل 1815 – 21 أبريل 1815   | رشح لخلافة ألبيار لكنه لم يتمكن من استلام المنصب لأنه كان في مهمة مع جيش الشمال      | [ 6 ]   |
|        | إغناثيو ألفاريز توماس (1787–1857)        | 21 أبريل 1815 – 16 أبريل 1816   | قائم بأعمال الرئيس بدلاً عن روندياو. عقد كونغرس توكومان الذي أعلن الاستقلال.          | [ 7 ]   |
|        | أنطونيو غونزاليز دي بالكارزي (1819-1774) | 16 أبريل 1816 – 9 يوليو 1816    | مؤقت                                                                                 | [ 8 ]   |
|        | خوان مارتين دي بويريدون (1776–1850)      | 9 يوليو 1816 – 9 يونيو 1819     | أول رئيس للأرجنتين بعد إعلان استقلال الأرجنتين. وقد دعم عبور الأنديز.                | [ 9 ]   |
|        | خوسيه روندو (1844-1775)                  | 9 يونيو 1819 – 11 فبراير 1820   | خسر معركة سيبيدا خسارة حاسمة أمام القوات الإتحادية المعارضة للدستور الداعم للمركزية. | [ 10 ]  |
|        | خوان بيدرو أغيري (1781–1837)             | 11 فبراير 1820 – 16 فبراير 1820 | مؤقت. حل المؤتمر الوطني وأيد قادة بوينس آيريس لاختيار حاكم لمقاطعة بوينس آيريس.      |         |

بين عامي 1816 و1826، كان الاتحاد الكونفيدرالي الأرجنتيني على شكل اتحاد واهن من المقاطعات ذاتية الحكم، ووضعت اتفاقيات ومعاهدات، ولكنها تفتقر إلى الحكومة المركزية الفعالة.

## الحكومة الرئاسية الأولى
|              | # | الصورة | الاسم (الولادة–الوفاة)          | فترة الحكم - الحزب السياسي | فترة الحكم - الحزب السياسي | الملاحظات | المصادر |
| ------------ | - | ------ | ------------------------------- | -------------------------- | -------------------------- | --- | ------- |
|              | 1 |        | برناردينو ريفادافيا (1845-1780) | 8 فبراير 1826              | 7 يوليو 1827               | انتخبته الجمعية التأسيسية عام 1826، قبل صدور دستور عام 1826. وقد شن حرب السيسبلاتين. ورفض الدستور خارج بوينس آيرس، ولدت الحرب سخطاً شعبياً. فاستقال ريفادابيا نتيجة لذلك. | [ 11 ]  |
| الحزب الموحد | 1 |        | برناردينو ريفادافيا (1845-1780) |                            |                            | انتخبته الجمعية التأسيسية عام 1826، قبل صدور دستور عام 1826. وقد شن حرب السيسبلاتين. ورفض الدستور خارج بوينس آيرس، ولدت الحرب سخطاً شعبياً. فاستقال ريفادابيا نتيجة لذلك. | [ 11 ]  |
|              | 2 |        | فيسنتي لوبيز (1856-1785)        | 7 يوليو 1827               | 18 أغسطس 1827              | انتخبه الجمعية التأسيسية رئيساً مؤقتاً عام 1826. كان محدود الصلاحية ومهمته لإغلاق الجمعية والدعوة لانتخابات جديدة لاختيار حاكم لبوينس آيرس.                               | [ 11 ]  |
| مصالح        | 2 |        | فيسنتي لوبيز (1856-1785)        |                            |                            | انتخبه الجمعية التأسيسية رئيساً مؤقتاً عام 1826. كان محدود الصلاحية ومهمته لإغلاق الجمعية والدعوة لانتخابات جديدة لاختيار حاكم لبوينس آيرس.                               | [ 11 ]  |

## حكامبوينس آيرسالذين أداروا العلاقات الدولية
|              | الصورة | الاسم (الولادة–الوفاة)            | فترة الحكم — الحزب السياسي | فترة الحكم — الحزب السياسي | الملاحظات | المصادر |
| ------------ | ------ | --------------------------------- | -------------------------- | -------------------------- | --- | ------- |
|              |        | مانويل دوريغو (1787–1828)         | 18 أغسطس 1827              | 13 ديسمبر 1828             | أنهى حرب السيسبلاتين. أعدمه خوان لافايه. | [ 12 ]  |
| فيدرالي      |        | مانويل دوريغو (1787–1828)         |                            |                            | أنهى حرب السيسبلاتين. أعدمه خوان لافايه. | [ 12 ]  |
|              |        | خوان لافالي (1841-1797)           | 13 ديسمبر 1828             | 26 أغسطس 1829              | نهايته: أجبره خوان مانويل دي روساس على الاستقالة بواسطة اتفاقية كانيويلاس. | [ 13 ]  |
| الحزب الموحد |        | خوان لافالي (1841-1797)           |                            |                            | نهايته: أجبره خوان مانويل دي روساس على الاستقالة بواسطة اتفاقية كانيويلاس. | [ 13 ]  |
|              |        | خوان خوسيه فيامونتي (1774–1843)   | 26 أغسطس 1829              | 5 ديسمبر 1829              | مؤقت. | [ 14 ]  |
| فيدرالي      |        | خوان خوسيه فيامونتي (1774–1843)   |                            |                            | مؤقت. | [ 14 ]  |
|              |        | خوان مانويل دي روساس (1793–1877)  | 5 ديسمبر 1829              | 17 ديسمبر 1832             | فترة حكمه الأولى. أنشأ الاتفاقية الفيدرالية. وقد شن حرباً ضد الحزب الموحد، ثم استقال. | [ 15 ]  |
| فيدرالي      |        | خوان مانويل دي روساس (1793–1877)  |                            |                            | فترة حكمه الأولى. أنشأ الاتفاقية الفيدرالية. وقد شن حرباً ضد الحزب الموحد، ثم استقال. | [ 15 ]  |
|              |        | خوان رامون بالكارزي (1836-1773)   | 17 ديسمبر 1832             | 5 توفمبر 1833              | نهايته: اطاحت به ثورة المجددين. | [ 16 ]  |
| فيدرالي      |        | خوان رامون بالكارزي (1836-1773)   |                            |                            | نهايته: اطاحت به ثورة المجددين. | [ 16 ]  |
|              |        | خوان خوسيه فيامونتي (1774–1843)   | 5 نوفمبر 1833              | 1 أكتوبر 1834              | مؤقت. | [ 17 ]  |
| فيدرالي      |        | خوان خوسيه فيامونتي (1774–1843)   |                            |                            | مؤقت. | [ 17 ]  |
|              |        | مانويل فيسنتي ماسا (1839-1779)    | 1 أكتوبر 1834              | 7 مارس 1835                | مؤقت. | [ 18 ]  |
| فيدرالي      |        | مانويل فيسنتي ماسا (1839-1779)    |                            |                            | مؤقت. | [ 18 ]  |
|              |        | خوان مانويل دي روساس (1793–1877)  | 7 مارس 1835                | 3 فبراير 1852              | حكم بواسطة مجموع القوة الشعبية. شن حروب الأرجنتين الأوروغواي الأهليتان، والحرب الكنفدرالية والحصارين الفرنسي والأنجلو-فرنسي لنهر دي لا بلاتا. تقلد منصب "الرئيس الأعلى للإتحاد الأرجنتيني" في عام 1851. هزمه خوستو خوسيه دي أوركيزا في معركة كاسيروس. | [ 19 ]  |
| فيدرالي      |        | خوان مانويل دي روساس (1793–1877)  |                            |                            | حكم بواسطة مجموع القوة الشعبية. شن حروب الأرجنتين الأوروغواي الأهليتان، والحرب الكنفدرالية والحصارين الفرنسي والأنجلو-فرنسي لنهر دي لا بلاتا. تقلد منصب "الرئيس الأعلى للإتحاد الأرجنتيني" في عام 1851. هزمه خوستو خوسيه دي أوركيزا في معركة كاسيروس. | [ 19 ]  |
|              |        | خوستو خوسيه دي كاروكا (1870-1801) | 3 فبراير 1852              | 5 مارس 1854                | حاكم مقاطعة إنتري ريوس. يحكم بصفته "الحاكم المؤقت للإتحاد الأرجنتيني"، حيث انفصلت من مقاطعة بوينس آيرس في 11 سبتمبر 1852. |         |
| فيدرالي      |        | خوستو خوسيه دي كاروكا (1870-1801) |                            |                            | حاكم مقاطعة إنتري ريوس. يحكم بصفته "الحاكم المؤقت للإتحاد الأرجنتيني"، حيث انفصلت من مقاطعة بوينس آيرس في 11 سبتمبر 1852. |         |

## الرؤساء
|                      | #  | الصورة         | الاسم (الولادة–الوفاة)                 | فترة الحكم — الحزب السياسي | فترة الحكم — الحزب السياسي | الملاحظات | المصادر |
| -------------------- | -- | -------------- | -------------------------------------- | --- | -------------------------- | --- | ------- |
|                      | 3  |                | خوستو خوسيه دي كاروكا (1870-1801)      | 5 مارس 1854 | 5 مارس 1860                | انتخبته الكلية الإنتخابية. رئيساً للإتحاد الأرجنتيني. تم التفاوض على إعادة اندماج مقاطعة بوينس آيرس بعد معركة سيبيدا عام 1859. | [ 20 ]  |
| فيدرالي              | 3  |                | خوستو خوسيه دي كاروكا (1870-1801)      | |                            | انتخبته الكلية الإنتخابية. رئيساً للإتحاد الأرجنتيني. تم التفاوض على إعادة اندماج مقاطعة بوينس آيرس بعد معركة سيبيدا عام 1859. | [ 20 ]  |
|                      | 4  |                | سانتياغو ديركي (1809–1867)             | 5 مارس 1860 | 4 نوفمبر 1861              | انتخابات غير مباشرة. اعتمد الإصلاح الدستوري الذي أعلنت فيه جمهورية الأرجنتين في 18 أكتوبر 1986. استقال أن خسرت الحكومة الوطنية معركة بابون أمام مقاطعة بوينس آيرس.                                                                 | [ 21 ]  |
| فيدرالي              | 4  |                | سانتياغو ديركي (1809–1867)             | |                            | انتخابات غير مباشرة. اعتمد الإصلاح الدستوري الذي أعلنت فيه جمهورية الأرجنتين في 18 أكتوبر 1986. استقال أن خسرت الحكومة الوطنية معركة بابون أمام مقاطعة بوينس آيرس.                                                                 | [ 21 ]  |
|                      | 5  |                | خوان إستيبان بيديرنيرا (1796–1886)     | 4 نوفمبر 1861 | 12 ديسمبر 1861             | كان نائباً للرئيس سنتياغو ديركي، تولى الرئاسة بعد استقالته. استقال مع حل الحكومة الوطنية. | [ 21 ]  |
|                      |    |                | خوان إستيبان بيديرنيرا (1796–1886)     | |                            | كان نائباً للرئيس سنتياغو ديركي، تولى الرئاسة بعد استقالته. استقال مع حل الحكومة الوطنية. | [ 21 ]  |
|                      | 6  |                | بارتولومي ميتر (1906-1821)             | 12 ديسمبر 1861 | 12 أكتوبر 1862             | حاكم مقاطعة بوينس آيرس. قائم بأعمال الرئيس، ثم ثبته المجلس الوطني في مايو 1962 | [ 23 ]  |
| 12 أكتوبر 1862       | 6  | 12 اكتوبر 1868 | بارتولومي ميتر (1906-1821)             | انتخابات غير مباشرة. أول رئيس بعد وحدة البلد. شن حرب التحالف الثلاثي (أو حرب الباراغواي).                                                                                       |                            | | [ 23 ]  |
| ليبرالي              | 6  |                | بارتولومي ميتر (1906-1821)             | انتخابات غير مباشرة. أول رئيس بعد وحدة البلد. شن حرب التحالف الثلاثي (أو حرب الباراغواي).                                                                                       |                            | | [ 23 ]  |
|                      | 7  |                | دومينغو فاوستينو سارمينتو (1811–1888)  | 12 أكتوبر 1868 | 12 أكتوبر 1874             | انتخابات غير مباشرة. أنهى حرب التحالف الثلاثي. | [ 23 ]  |
| ليبرالي              | 7  |                | دومينغو فاوستينو سارمينتو (1811–1888)  | |                            | انتخابات غير مباشرة. أنهى حرب التحالف الثلاثي. | [ 23 ]  |
|                      | 8  |                | نيكولاس أفيلانيدا (1885-1837)          | 12 أكتوبر 1874 | 12 أكتوبر 1880             | انتخابات غير مباشرة. جعل من مدينةبوينس آيرس منطقة فيدرالية في سبتمبر 1880. | [ 23 ]  |
| PN                   | 8  |                | نيكولاس أفيلانيدا (1885-1837)          | |                            | انتخابات غير مباشرة. جعل من مدينةبوينس آيرس منطقة فيدرالية في سبتمبر 1880. | [ 23 ]  |
|                      | 9  |                | خوليو روكا الأرجنتيني (1914-1843)      | 12 أكتوبر 1880 | 12 اكتوبر 1886             | انتخابات غير مباشرة. فترة حكمه الأولى. | [ 24 ]  |
| PAN                  | 9  |                | خوليو روكا الأرجنتيني (1914-1843)      | |                            | انتخابات غير مباشرة. فترة حكمه الأولى. | [ 24 ]  |
|                      | 10 |                | ميغيل خواريث ثيلمان (1844–1909)        | 12 أكتوبر 1886 | 6 أغسطس 1890               | انتخابات غير مباشرة. استقال بعد ثورة الساحة. | [ 25 ]  |
| PAN – PN             | 10 |                | ميغيل خواريث ثيلمان (1844–1909)        | |                            | انتخابات غير مباشرة. استقال بعد ثورة الساحة. | [ 25 ]  |
|                      | 11 |                | كارلوس بيليجريني (1906-1846)           | 6 أغسطس 1890 | 12 أكتوبر 1892             | نائب للرئيس السابق ميغيل خواريث ثيلمان، فتقلد منصب الرئاسة بعد استقالته. | [ 25 ]  |
| PAN                  | 11 |                | كارلوس بيليجريني (1906-1846)           | |                            | نائب للرئيس السابق ميغيل خواريث ثيلمان، فتقلد منصب الرئاسة بعد استقالته. | [ 25 ]  |
|                      | 12 |                | لويس ساينز بينيا (1907-1822)           | 12 اكتوبر 1892 | 22 يناير 1895              | انتخابات غير مباشرة. استقال. | [ 26 ]  |
| PAN                  | 12 |                | لويس ساينز بينيا (1907-1822)           | |                            | انتخابات غير مباشرة. استقال. | [ 26 ]  |
|                      | 13 |                | خوسيه إيفاريستو (1914-1831)            | 22 يناير 1895 | 12 أكتوبر 1898             | نائب للرئيس السابق لويس ساينز بينيا، فتقلد منصب الرئيس بعد استقالته. | [ 26 ]  |
| PAN                  | 13 |                | خوسيه إيفاريستو (1914-1831)            | |                            | نائب للرئيس السابق لويس ساينز بينيا، فتقلد منصب الرئيس بعد استقالته. | [ 26 ]  |
|                      | 14 |                | خوليو روكا الأرجنتيني (1914-1843)      | 12 أكتوبر 1898 | 12 أكتوبر 1904             | انتخابات غير مباشرة. فترة حكمه الثانية. | [ 27 ]  |
| PAN                  | 14 |                | خوليو روكا الأرجنتيني (1914-1843)      | |                            | انتخابات غير مباشرة. فترة حكمه الثانية. | [ 27 ]  |
|                      | 15 |                | مانويل كوينتانا (1906-1835)            | 12 أكتوبر 1904 | 25 يناير 1906              | انتخابات غير مباشرة. استقال لأسباب صحية، وتوفي بعدها بشهرين. | [ 28 ]  |
| PAN                  | 15 |                | مانويل كوينتانا (1906-1835)            | |                            | انتخابات غير مباشرة. استقال لأسباب صحية، وتوفي بعدها بشهرين. | [ 28 ]  |
|                      | 16 |                | خوسيه فيغيروا ألكورتا (1860–1931)      | 25 يناير 1906 | 12 أكتوبر 1910             | نائب للرئيس السابق مانويل كوينتانا، فتقلد منصب الرئاسة بعد استقالته. | [ 28 ]  |
| PAN                  | 16 |                | خوسيه فيغيروا ألكورتا (1860–1931)      | |                            | نائب للرئيس السابق مانويل كوينتانا، فتقلد منصب الرئاسة بعد استقالته. | [ 28 ]  |
|                      | 17 |                | روكي ساينز بينيا (1914-1851)           | 12 أكتوبر 1910 | 9 أغسطس 1914               | انتخابات غير مباشرة. أعلن قانون ساينز بينيا الذي سمح بالإقتراع السري والعمومي والإلزامي. توفي وهو في منصبه. | [ 29 ]  |
| PAN – Mod            | 17 |                | روكي ساينز بينيا (1914-1851)           | |                            | انتخابات غير مباشرة. أعلن قانون ساينز بينيا الذي سمح بالإقتراع السري والعمومي والإلزامي. توفي وهو في منصبه. | [ 29 ]  |
|                      | 18 |                | فيكتورينو دي لا بلازا (1919-1840)      | 9 أغسطس 1914 | 12 أكتوبر 1916             | كان نائباً للرئيس روكي ساينز بينيا، فاستلم المنصب بعد وفاته. | [ 29 ]  |
| PAN                  | 18 |                | فيكتورينو دي لا بلازا (1919-1840)      | |                            | كان نائباً للرئيس روكي ساينز بينيا، فاستلم المنصب بعد وفاته. | [ 29 ]  |
|                      | 19 |                | هيبوليتو يريغوين (1933-1852)           | 12 أكتوبر 1916 | 12 أكتوبر 1922             | انتخابات حرة غير مباشرة. أول رئيس يتنخب على أساس قانون ساينث بينيا. فترة حكمه الأولى. أعلن الحياد خلال الحرب العالمية الأولى. | [ 30 ]  |
| UCR                  | 19 |                | هيبوليتو يريغوين (1933-1852)           | |                            | انتخابات حرة غير مباشرة. أول رئيس يتنخب على أساس قانون ساينث بينيا. فترة حكمه الأولى. أعلن الحياد خلال الحرب العالمية الأولى. | [ 30 ]  |
|                      | 20 |                | مارسيلو توركواتو دي ألفيار (1942-1868) | 12 أكتوبر 1922 | 12 أكتوبر 1928             | انتخابات حرة غير مباشرة. | [ 30 ]  |
| UCR                  | 20 |                | مارسيلو توركواتو دي ألفيار (1942-1868) | |                            | انتخابات حرة غير مباشرة. | [ 30 ]  |
|                      | 21 |                | هيبوليتو يريغوين (1933-1852)           | 12 أكتوبر 1928 | 6 سبتمبر 1930              | انتخابات حرة غير مباشرة. فترة حكمه الثانية، أزيح من منصبه بواسطة انقلاب عسكري-مدني. | [ 31 ]  |
| UCR                  | 21 |                | هيبوليتو يريغوين (1933-1852)           | |                            | انتخابات حرة غير مباشرة. فترة حكمه الثانية، أزيح من منصبه بواسطة انقلاب عسكري-مدني. | [ 31 ]  |
|                      | 22 |                | خوسيه فيليكس أوريبورو (1932-1868)      | 6 سبتمبر 1930 | 20 فبراير 1932             | أول انقلاب في تاريخ الأرجنتين الحديث، وهو بداية العهد الشائن. | [ 32 ]  |
| عسكري                | 22 |                | خوسيه فيليكس أوريبورو (1932-1868)      | |                            | أول انقلاب في تاريخ الأرجنتين الحديث، وهو بداية العهد الشائن. | [ 32 ]  |
|                      | 23 |                | أغوستين بيدرو خوستو (1876–1943)        | 20 فبراير 1932 | 20 فبراير 1938             | انتخابات غير مباشرة غير نزيهة، منع منها الإتحاد المدني الأصولي. | [ 34 ]  |
| كونكوردانسيا         | 23 |                | أغوستين بيدرو خوستو (1876–1943)        | |                            | انتخابات غير مباشرة غير نزيهة، منع منها الإتحاد المدني الأصولي. | [ 34 ]  |
|                      | 24 |                | روبرتو ماريا أورتيز (1942-1886)        | 20 فبراير 1938 | 27 يوتيو 1942              | انتخابات غير مباشرة غير نزيهة. توفي وهو في منصبه. | [ 35 ]  |
| UCR-A – كونكوردانسيا | 24 |                | روبرتو ماريا أورتيز (1942-1886)        | |                            | انتخابات غير مباشرة غير نزيهة. توفي وهو في منصبه. | [ 35 ]  |
|                      | 25 |                | رامون كاستيو (1873–1944)               | 27 يونيو 1942 | 4 يونيو 1943               | كان نائباً للرئيس روبرتو ماريا أورتيز، استلم المنصب بعد وفاته. أطيح به في انقلاب، فكانت نهاية العهد الشائن. | [ 35 ]  |
| PDN – كونكوردانسيا   | 25 |                | رامون كاستيو (1873–1944)               | |                            | كان نائباً للرئيس روبرتو ماريا أورتيز، استلم المنصب بعد وفاته. أطيح به في انقلاب، فكانت نهاية العهد الشائن. | [ 35 ]  |
|                      | 26 |                | أرتور روسون (1952-1885)                | 4 يونيو 1943 | 7 يونيو 1943               | جاء بانقلاب. فكانت بداية عهد ثورة عام 1943. أزيح من المنصب بانقلاب. | [ 35 ]  |
| عسكري                | 26 |                | أرتور روسون (1952-1885)                | |                            | جاء بانقلاب. فكانت بداية عهد ثورة عام 1943. أزيح من المنصب بانقلاب. | [ 35 ]  |
|                      | 27 |                | بيدرو بابلو راميريز (1962-1884)        | 7 يونيو 1943 | 9 مارس 1944                | انقلاب. أزيح من المنصب. | [ 35 ]  |
| عسكري                | 27 |                | بيدرو بابلو راميريز (1962-1884)        | |                            | انقلاب. أزيح من المنصب. | [ 35 ]  |
|                      | 28 |                | إديلميرو جوليان فاريل (1980-1887)      | 11 مارس 1944 | 4 يونيو 1946               | انقلاب. انضم لجانب الحلفاء في الحرب العالمية الثانية فأعلن الحرب على دول المحور. نادى بإقامة الانتخابات. أنهى ثورة عام 1943. | [ 35 ]  |
| عسكري                | 28 |                | إديلميرو جوليان فاريل (1980-1887)      | |                            | انقلاب. انضم لجانب الحلفاء في الحرب العالمية الثانية فأعلن الحرب على دول المحور. نادى بإقامة الانتخابات. أنهى ثورة عام 1943. | [ 35 ]  |
|                      | 29 |                | خوان بيرون (1895–1974)                 | 4 يونيو 1946 | 4 يونيو 1952               | انتخابات حرة غير مباشرة. فترة حكمه الأولى. إعادة الانتخاب سمح بها دستور عام 1949. | [ 37 ]  |
| العمل                | 29 |                | خوان بيرون (1895–1974)                 | |                            | انتخابات حرة غير مباشرة. فترة حكمه الأولى. إعادة الانتخاب سمح بها دستور عام 1949. | [ 37 ]  |
| 4 يونيو 1952         | 29 | 20 سبتمبر 1955 | خوان بيرون (1895–1974)                 | انتخابات حرة غير مباشرة. فترة حكمه الثانية. أول انتخابات سمح للمرأة بالتصويت. فاز بنسبة 62,49٪ من الأصوات، وهي أعلى نسبة يفوز بها أحد في الانتخابات في الأرجنتين. خلع من منصبه. |                            | | [ 37 ]  |
| PJ                   | 29 |                | خوان بيرون (1895–1974)                 | انتخابات حرة غير مباشرة. فترة حكمه الثانية. أول انتخابات سمح للمرأة بالتصويت. فاز بنسبة 62,49٪ من الأصوات، وهي أعلى نسبة يفوز بها أحد في الانتخابات في الأرجنتين. خلع من منصبه. |                            | | [ 37 ]  |
|                      | 30 |                | إدواردو لوناردي (1896–1956)            | 23 سبتمبر 1955 | 13 نوفمبر 1955             | جاء بانقلاب. بداية تحرير الثورة. استعاد دستور عام 1853 وألغى دستور 1949. أزيح من المنصب. | [ 38 ]  |
| عسكري                | 30 |                | إدواردو لوناردي (1896–1956)            | |                            | جاء بانقلاب. بداية تحرير الثورة. استعاد دستور عام 1853 وألغى دستور 1949. أزيح من المنصب. | [ 38 ]  |
|                      | 31 |                | بيدرو أوخينيو أرامبورو (1903–1970)     | 13 نوفمبر 1955 | 1 مايو 1958                | جاء بانقلاب. دعى إلى الانتخابات وحظر البيرونية. أنهى تحرير الثورة. | [ 38 ]  |
| عسكري                | 31 |                | بيدرو أوخينيو أرامبورو (1903–1970)     | |                            | جاء بانقلاب. دعى إلى الانتخابات وحظر البيرونية. أنهى تحرير الثورة. | [ 38 ]  |
|                      | 32 |                | آرتورو فرونديزي (1908–1995)            | 1 مايو 1958 | 29 مارس 1962               | انتخابات غير مباشرة مع حظر البيرونية. أطيح به في انقلاب عسكري. | [ 39 ]  |
| UCRI                 | 32 |                | آرتورو فرونديزي (1908–1995)            | |                            | انتخابات غير مباشرة مع حظر البيرونية. أطيح به في انقلاب عسكري. | [ 39 ]  |
|                      | 33 |                | خوسيه ماريا غيدو (1910–1975)           | 29 مارس 1962 | 12 أكتوبر 1963             | رئيس مؤقت لمجلس الشيوخ الأرجنتيني، قام بأعمال الرئيس بعد الإطاحة بفرونديزي، اتبع الإجراءات المدنية ليحل محل الرئيس المخلوع ونائبه أليخاندرو غوميز الذي استقال في عام 1958.                                                         | [ 39 ]  |
| UCRI                 | 33 |                | خوسيه ماريا غيدو (1910–1975)           | |                            | رئيس مؤقت لمجلس الشيوخ الأرجنتيني، قام بأعمال الرئيس بعد الإطاحة بفرونديزي، اتبع الإجراءات المدنية ليحل محل الرئيس المخلوع ونائبه أليخاندرو غوميز الذي استقال في عام 1958.                                                         | [ 39 ]  |
|                      | 34 |                | أرتورو أومبرتو إيليا (1900–1983)       | 12 أكتوبر 1963 | 28 يونيو 1966              | انتخابات غير مباشرة مع حظر البيرونية. أزيح عن منصبه بانقلاب عسكري. | [ 41 ]  |
| UCRP                 | 34 |                | أرتورو أومبرتو إيليا (1900–1983)       | |                            | انتخابات غير مباشرة مع حظر البيرونية. أزيح عن منصبه بانقلاب عسكري. | [ 41 ]  |
|                      | 35 |                | خوان كارلوس أونغانيا (1914–1995)       | 29 يونيو 1966 | 8 يونيو 1970               | جاء بانقلاب. أول حاكم ثورة الأرجنتين. خلع من منصبه. | [ 41 ]  |
| عسكري                | 35 |                | خوان كارلوس أونغانيا (1914–1995)       | |                            | جاء بانقلاب. أول حاكم ثورة الأرجنتين. خلع من منصبه. | [ 41 ]  |
|                      | 36 |                | روبيرتو ليفينغستون (1920–2015)         | 8 يونيو 1970 | 23 مايو 1971               | جاء بانقلاب. خلع من منصبه. | [ 41 ]  |
| عسكري                | 36 |                | روبيرتو ليفينغستون (1920–2015)         | |                            | جاء بانقلاب. خلع من منصبه. | [ 41 ]  |
|                      | 37 |                | أليخاندرو لانوسي (1918–1996)           | 26 مايو 1971 | 25 مايو 1973               | جاء بانقلاب. آخر حكام ثورة الأرجنتين. نادى بالإنتخابات. ألغى حظر البيرونية. | [ 41 ]  |
| عسكري                | 37 |                | أليخاندرو لانوسي (1918–1996)           | |                            | جاء بانقلاب. آخر حكام ثورة الأرجنتين. نادى بالإنتخابات. ألغى حظر البيرونية. | [ 41 ]  |
|                      | 38 |                | هيكتور خوسيه كامبورا (1980-1909)       | 25 مايو 1973 | 13 يوليو 1973              | انتخابات حرة مباشرة. أول رئيس بيروني بعد الحظر. ألغي حظر البيرونية والتي كانت قد بقيت على خوان بيرون. استقال واستقال معه نائبه فيسنتي سولانو ليما.                                                                                 | [ 42 ]  |
| FJL                  | 38 |                | هيكتور خوسيه كامبورا (1980-1909)       | |                            | انتخابات حرة مباشرة. أول رئيس بيروني بعد الحظر. ألغي حظر البيرونية والتي كانت قد بقيت على خوان بيرون. استقال واستقال معه نائبه فيسنتي سولانو ليما.                                                                                 | [ 42 ]  |
|                      | 39 |                | راؤول ألبيرتو لاستيري (1915–1978)      | 13 يوليو 1973 | 12 اكتوبر 1973             | رئيس مؤقت. رئيس مجلس النواب، استلم الرئاسة بعد استقالة كامبورا وسولانا. أليخاندور دياز بياليت كان رئيس مجلس الشيوخ، وهو رئيس لاستيري، كان في مهمة دبلوماسية في أفريقيا.                                                            | [ 42 ]  |
| FJL                  | 39 |                | راؤول ألبيرتو لاستيري (1915–1978)      | |                            | رئيس مؤقت. رئيس مجلس النواب، استلم الرئاسة بعد استقالة كامبورا وسولانا. أليخاندور دياز بياليت كان رئيس مجلس الشيوخ، وهو رئيس لاستيري، كان في مهمة دبلوماسية في أفريقيا.                                                            | [ 42 ]  |
|                      | 40 |                | خوان بيرون (1895–1974)                 | 12 اكتوبر 1973 | 30 يونيو 1974              | انتخابات حرة مباشرة. فترة حكمه الثالثة. مات وهو في منصبه. | [ 42 ]  |
| FJL – PJ             | 40 |                | خوان بيرون (1895–1974)                 | |                            | انتخابات حرة مباشرة. فترة حكمه الثالثة. مات وهو في منصبه. | [ 42 ]  |
|                      | 41 |                | إيزابيل بيرون (مواليد 1931)            | 30 يونيو 1974 | 24 مارس 1976               | نائبة الرئيس خوان بيرون وزوجته الثالثة، استلمت المنصب بعد وفاته. أول رئيسة أنثى في تاريخ الأمريكتين. أطيح بها في انقلاب عسكري. قام إتالو أرجنتينو لودير بأعمال الرئيس للفترة 13 سبتمبر 1975 حتى 16 اكتوبر 1975.                    | [ 44 ]  |
| FJL – PJ             | 41 |                | إيزابيل بيرون (مواليد 1931)            | |                            | نائبة الرئيس خوان بيرون وزوجته الثالثة، استلمت المنصب بعد وفاته. أول رئيسة أنثى في تاريخ الأمريكتين. أطيح بها في انقلاب عسكري. قام إتالو أرجنتينو لودير بأعمال الرئيس للفترة 13 سبتمبر 1975 حتى 16 اكتوبر 1975.                    | [ 44 ]  |
|                      | 42 |                | خورخه فيديلا (1925–2013)               | 29 مارس 1976 | 29 مارس 1981               | جاء بانقلاب. رئيس المجلس العسكري. أول رئيس لإعادة تنظيم العملية الوطنية. أطول حكومة من حكام الأمر الواقع. | [ 45 ]  |
| عسكري                | 42 |                | خورخه فيديلا (1925–2013)               | |                            | جاء بانقلاب. رئيس المجلس العسكري. أول رئيس لإعادة تنظيم العملية الوطنية. أطول حكومة من حكام الأمر الواقع. | [ 45 ]  |
|                      | 43 |                | روبيرتو إدواردو فيولا (1924–1994)      | 29 مارس 1981 | 12 ديسمبر 1981             | عينه فيديلا رئيساً للمجلس العسكري. أطيح به من منصبه. | [ 45 ]  |
| عسكري                | 43 |                | روبيرتو إدواردو فيولا (1924–1994)      | |                            | عينه فيديلا رئيساً للمجلس العسكري. أطيح به من منصبه. | [ 45 ]  |
|                      | 44 |                | يوبولدو جالتييرى (2003-1926)           | 22 ديسمبر 1981 | 17 يونيو 1982              | جاء بانقلاب. رئيس المجلس العسكري. شن حرب الفوكلاند ((بالإسبانية: Guerra del Atlántico Sur)‏). أطيح به من منصبه. | [ 45 ]  |
| عسكري                | 44 |                | يوبولدو جالتييرى (2003-1926)           | |                            | جاء بانقلاب. رئيس المجلس العسكري. شن حرب الفوكلاند ((بالإسبانية: Guerra del Atlántico Sur)‏). أطيح به من منصبه. | [ 45 ]  |
|                      | 45 |                | رينالدو بينيوني (2018-1928)            | 1 يوليو 1982 | 10 ديسمبر 1983             | جاء بانقلاب. آخر حكام إعادة تنظيم العملية الوطنية. نادى بالانتخابات. | [ 45 ]  |
| عسكري                | 45 |                | رينالدو بينيوني (2018-1928)            | |                            | جاء بانقلاب. آخر حكام إعادة تنظيم العملية الوطنية. نادى بالانتخابات. | [ 45 ]  |
|                      | 46 |                | راؤول ألفونسين (1927–2009)             | 10 ديسمبر 1983 | 8 يوليو 1989               | انتخابات حرة غير مباشرة. عجل بانتخابات الأرجنتين 1989. استقال ألفونسين خلال الفترة الانتقالية، وسلم القيادة لكارلوس منعم قبل ستة أشهر من الموعد.                                                                                   | [ 46 ]  |
| UCR                  | 46 |                | راؤول ألفونسين (1927–2009)             | |                            | انتخابات حرة غير مباشرة. عجل بانتخابات الأرجنتين 1989. استقال ألفونسين خلال الفترة الانتقالية، وسلم القيادة لكارلوس منعم قبل ستة أشهر من الموعد.                                                                                   | [ 46 ]  |
|                      | 47 |                | كارلوس منعم (مواليد 1930)              | 8 يوليو 1989 | 8 يوليو 1995               | انتخابات حرة غير مباشرة. فترته الأولى. تعديل الدستور الأرجنتيني 1994 خفض فترة الرئاسة إلى أربع سنوات وسمح لإعادة انتخاب مرة واحدة على التوالي.                                                                                     | [ 47 ]  |
| 8 يوليو 1995         | 47 | 10 ديسمبر 1999 | كارلوس منعم (مواليد 1930)              | انتخابات حرة غير مباشرة. فترته الثانية. |                            | | [ 47 ]  |
| PJ                   | 47 |                | كارلوس منعم (مواليد 1930)              | انتخابات حرة غير مباشرة. فترته الثانية. |                            | | [ 47 ]  |
|                      | 48 |                | فرناندو دي لا روا (مواليد 1937)        | 10 ديسمبر 1999 | 20 ديسمبر 2001             | انتخابات حرة مباشرة. واجه أزمة إقتصادية حادة. استقال بعد أعمال الشغب. كان نائبه كارلوس ألفاريز قد استقال في اكتوبر 2000، فاجتمع المؤتمر الوطني لتعيين رئيس جديد.                                                                   | [ 48 ]  |
| UCR – التحالف        | 48 |                | فرناندو دي لا روا (مواليد 1937)        | |                            | انتخابات حرة مباشرة. واجه أزمة إقتصادية حادة. استقال بعد أعمال الشغب. كان نائبه كارلوس ألفاريز قد استقال في اكتوبر 2000، فاجتمع المؤتمر الوطني لتعيين رئيس جديد.                                                                   | [ 48 ]  |
|                      | 49 |                | أدولفو رودريغث سا (مواليد 1947)        | 22 ديسمبر 2001 | 30 ديسمبر 2001             | انتخبه المؤتمر الوطني لمدة ثلاثة أشهر مع الدعوة للإنتخابات. استقال. | [ 49 ]  |
| PJ                   | 49 |                | أدولفو رودريغث سا (مواليد 1947)        | |                            | انتخبه المؤتمر الوطني لمدة ثلاثة أشهر مع الدعوة للإنتخابات. استقال. | [ 49 ]  |
|                      | 50 |                | إدواردو دوالده (مواليد 1941)           | 2 يناير 2002 | 25 مايو 2003               | إنتخبه المؤتمر الوطني، دعى لإستكمال فترة حكم فرناندو دي لا روا. نادى بانتخابات مبكرة في 27 أبريل 2003. استقال. | [ 49 ]  |
| PJ                   | 50 |                | إدواردو دوالده (مواليد 1941)           | |                            | إنتخبه المؤتمر الوطني، دعى لإستكمال فترة حكم فرناندو دي لا روا. نادى بانتخابات مبكرة في 27 أبريل 2003. استقال. | [ 49 ]  |
|                      | 51 |                | نيستور كيرشنير (1950–2010)             | 25 مايو 2003 | 10 ديسمبر 2007             | انتخابات حرة مباشرة. القانون الذي سمح لإدواردو دوالده بالاستقالة أتاح للرئيس الجديد بولاية من أربع سنوات والأشهر المتبقية من فترة حكم فيرناندو دي لا روا. خسر كيرشنير الجولة الأولى أمام كارلوس منعم، لكن منعم خسر الجولة الثانية. | [ 50 ]  |
| FPV – PJ             | 51 |                | نيستور كيرشنير (1950–2010)             | |                            | انتخابات حرة مباشرة. القانون الذي سمح لإدواردو دوالده بالاستقالة أتاح للرئيس الجديد بولاية من أربع سنوات والأشهر المتبقية من فترة حكم فيرناندو دي لا روا. خسر كيرشنير الجولة الأولى أمام كارلوس منعم، لكن منعم خسر الجولة الثانية. | [ 50 ]  |
|                      | 52 |                | كرستينا فيرنانديز (مواليد 1953)        | 10 ديسمبر 2007 | 10 ديسمبر 2011             | انتخابات حرة مباشرة. أول رئيسة للأرجنتين انتخبت رئيسة قائمة. | [ 51 ]  |
| 10 ديسمبر 2011       | 52 | 10 ديسمبر 2015 | كرستينا فيرنانديز (مواليد 1953)        | انتخابات حرة مباشرة. فترة حكمها الثانية. في المنصب |                            | | [ 51 ]  |
| FPV – PJ             | 52 |                | كرستينا فيرنانديز (مواليد 1953)        | انتخابات حرة مباشرة. فترة حكمها الثانية. في المنصب |                            | | [ 51 ]  |
|                      | 53 |                | ماوريسيو ماكري (مواليد 1959)           | 10 ديسمبر 2015 | 9 ديسمبر 2019              | أول رئيس انتخب في الدورة الثانية أو نظام الإعادة، هزيمة دانيال سيولي. |         |
| لنغير                | 53 |                | ماوريسيو ماكري (مواليد 1959)           | |                            | أول رئيس انتخب في الدورة الثانية أو نظام الإعادة، هزيمة دانيال سيولي. |         |
|                      | 54 |                | ألبرتو فرنانديز (1959)                 | 10 ديسمبر 2019 | 10 ديسمبر 2023             | انتخابات حرة مباشرة | [ 52 ]  |
| اليسار               | 54 |                | ألبرتو فرنانديز (1959)                 | |                            | انتخابات حرة مباشرة | [ 52 ]  |
|                      | 55 |                | خافيير مايلي (1970)                    | 10 ديسمبر 2023 | حالي                       | انتخابات حرة مباشرة |         |
| الحزب الليبرالي      | 55 |                | خافيير مايلي (1970)                    | |                            | انتخابات حرة مباشرة |         |